# Albert Korir
Albert Korir (sinh ngày 2 tháng 3 năm 1994) là một vận động viên chạy đường dài người Kenya.

## Sự nghiệp
Năm 2017, anh đã giành chiến thắng giải Marathon Thành phố Vienna với thời gian là 2:08:40.
Vào năm 2019, anh đã chiến thắng giải marathon Houston với thời gian là 2:10:02. Trong năm này, anh cũng đã giành chiến thắng trong sự kiện marathon của Ottawa Race Weekend với thành tích cá nhân mới nhất là 2:08:03. Vào tháng 11 năm 2019, anh đã về đích ở vị trí thứ 2 trong New York City Marathon với thời gian là 2:08:36.
Anh ấy đã giành chiến thắng giải marathon Thành phố New York năm 2021 với thời gian là 2:08:22.

## Thành tích
| Năm            | Giải đấu                    | Địa điểm                   | Thứ hạng       | Nội dung       | Chú thích      |
| Đại diện Kenya | Đại diện Kenya              | Đại diện Kenya             | Đại diện Kenya | Đại diện Kenya | Đại diện Kenya |
| -------------- | --------------------------- | -------------------------- | -------------- | -------------- | -------------- |
| 2016           | Barcelona Marathon          | Barcelona, Spain           | về nhì         | Marathon       | 2:10:08        |
| 2016           | Toronto Waterfront Marathon | Toronto, Canada            | thứ 3          | Marathon       | 2:10:21        |
| 2017           | Vienna City Marathon        | Vienna, Austria            | về nhất        | Marathon       | 2:08:40        |
| 2017           | Ljubljana Marathon          | Ljubljana, Slovenia        | thứ 3          | Marathon       | 2:10:35        |
| 2018           | Lake Biwa Mainichi Marathon | Otsu, Japan                | về nhì         | Marathon       | 2:08:17        |
| 2018           | Cape Town Marathon          | Cape Town, South Africa    | về nhì         | Marathon       | 2:09:02        |
| 2019           | Houston Marathon            | Houston, United States     | về nhất        | Marathon       | 2:10:02        |
| 2019           | Ottawa Race Weekend         | Ottawa, Canada             | về nhất        | Marathon       | 2:08:03        |
| 2019           | New York City Marathon      | Thành phố New York, Hoa Kỳ | về nhì         | Marathon       | 2:08:36        |
| 2021           | New York City Marathon      | Thành phố New York, Hoa Kỳ | về nhất        | Marathon       | 2:08:22        |